# Carla Rivas Garrido
Carla Rivas Garrido (Redondela, 27 de junio de 1992) es una jugadora de balonmano española que juega en el Cicar Lanzarote Ciudad de Arrecife.

## Trayectoria
Criada en la cantera del SAR, fichó por el Balonmano Porriño en su época de juvenil. Con el club gallego debutó en División de Honor tras su ascenso en la temporada 2010/11.
En la temporada 2017/18 fichó por el Sporting La Rioja dónde ha competido desde entonces. Con el equipo riojano ha vivido un casi ascenso (sólo la separó una décima de punto), dos ascensos a la máxima división nacional proclamándose campeona de la liga de su categoría.
En 2025 se anunció su llegada al Cicar Lanzarote.

### Clubes
- -2017: Balonmano Porriño
- 2017-2025: Sporting La Rioja
- 2025- : San José Obrero

### Datos
Información de goles y temporadas a enero de 2025.
|          | Liga | Copa | EHF | Total |
| -------- | ---- | ---- | --- | ----- |
| Partidos | 143  | 15   | 0   | 158   |
| Goles    | 227  | 35   | 0   | 262   |

## Títulos y reconocimientos
- Campeona de Liga DHO 2023/24
- Campeona de Liga DHP 2021/22

### Reconocimientos individuales
- Insignia de Redondela y Orgullo redondelano (2024)[3]